# Campionato sudamericano per club 2010 (pallavolo femminile)
Il campionato sudamericano per club di pallavolo femminile 2010 è stato la 2ª edizione del massimo torneo pallavolistico sudamericano per squadre di club e si è svolto dal 16 al 18 luglio 2010 a Lima, in Perù. Al torneo hanno partecipato 4 squadre di club sudamericane e la vittoria finale è andata per la seconda volta consecutiva all'Osasco Voleibol Clube.

## Regolamento
Le quattro squadre partecipanti si sono sfidate in un girone all'italiana.

## Squadre partecipanti
- Banco Nación
- Deportivo Géminis
- Osasco
- Universidad Católica

## Classifica finale
| Classifica | Squadre              |
| ---------- | -------------------- |
|            | Osasco               |
|            | Deportivo Géminis    |
|            | Banco Nación         |
| 4          | Universidad Católica |